# Herdonia acaresa
Herdonia acaresa är en fjärilsart som beskrevs av Chu och Wang 1992. Herdonia acaresa ingår i släktet Herdonia och familjen Thyrididae. Inga underarter finns listade i Catalogue of Life.